# Les six génies de la poésie
Les six génies de la poésie六歌仙, Rokkasen) sont six poètes remarquables du début de l'époque de Heian.
Cette liste de poètes a été composée par Ki no Tsurayuki dans la préface de l'anthologie impériale Kokin wakashū de 905 où le style de chacun est examiné. Le titre « génie de la poésie » (歌仙 (kasen)) leur est attribué plus tard. Cette liste a perdu de son importance au profit de listes ultérieures comme les trente-six grands poètes ou le groupe de cent poètes inclus dans le Hyakunin isshu. Tandis que les six apparaissent dans le Kokin Wakashū, tous sauf Ōtomo Kuronushi, apparaissent dans le Hyakunin Isshu.
| N°. | Nom Romaji          | Nom Kanji | Dates     | Époque de composition                          | Illustration |
| --- | ------------------- | --------- | --------- | ---------------------------------------------- | ------------ |
| 1   | Henjō               | 遍昭      | 816-890   | Début de l'époque de Heian                     |              |
| 2   | Ariwara no Narihira | 在原 業平 | 825-890   | Ère Gangyō                                     |              |
| 3   | Fun’ya no Yasuhide  | 文屋 康秀 | ?-885     | Époque de Heian                                |              |
| 4   | Kisen Hōshi         | 喜撰 法師 | inconnues | Début de l'époque de Heian                     |              |
| 5   | Ono no Komachi      | 小野 小町 | 825-900   | Époque de Heian première moitié du IXe siècle. |              |
| 6   | Ōtomo no Kuronushi  | 大友 黒主 | inconnues | Époque de Heian                                |              |